# Punta Alta (Alforja)
La Punta Alta és una muntanya de 598 metres que es troba entre els municipis d'Alforja i de Riudecols, a la comarca catalana del Baix Camp.